# Lohheide
Lohheide è un territorio extracomunale di 802 abitanti della Bassa Sassonia, in Germania.
Appartiene al circondario (Landkreis) di Celle (targa CE).